# Боссо Артур Юрійович
Боссо Артур Юрійович (нар. 17 травня 1978, смт Леніне (Ленінський район), Крим) — український співак, телеведучий, автор пісень та експерт телепроєкту «Співають всі».

## Життєпис
Народився 17 травня 1978 року у смт Леніне (Ленінський район) у Криму. У шість років переїхав із батьками до Львова на батьківщину батька, де й закінчив середньоосвітню школу і здобув свою першу професійну освіту за спеціальністю «помічник машиніста».
Мати — Кандя Ольга Василівна, працювала модельєром-закрійником.
Батько — Кандя Юрій Стефанович.
Сестра — Кандя Тетяна Юріївна.
У 1999 році вступив до Харківської державної академії культури на спеціальність — диригент народного хору. Харків можна назвати містом старту його творчої кар'єри.
2002 — вступив до Київського університету культури та мистецтв на спеціальність артист естрадного мистецтва.
2005 почав співпрацю з Грецькою рекординговою компанією, уклавши з ними контракт, поїхав на два роки до Греції. Після повернення продовжує розвивати свою артистичну кар'єру, почавши співпрацювати з композиторами: Русланом Квінтою, Сергієм Бакуменком, Романом Полонським, Олексієм Малаховим.
2006-2012 — Артур Боссо успішно співпрацює з командою Компанії TUARON під керівництвом Anton Sova. За цей період співпраці організовано різноманітні проекти за участю артиста, численна участь у благодійних концертах та фестивалях. Саме в цей період музичний лейбл TUARON видав в 2012 сингл артиста «Амстердам».
2011-2013 — починає працювати на телеканалі «Maxxi TV» ведучим музичної програми «Сейшн». У 2013 році учасник телепроєкту Голос країни, а також записує дует із Діва Монро — «Дай Мне Быть С Тобой».
2015-2016 — розпочинає акторську діяльність у «Театрі без акторів», зігравши головну роль у п'єсі «Любити чи убити чи трохи порно…».
2015 — презентує перше концертне шоу «Для тебя одной» (Київ), гостями шоу були: Діма Коляденко, Злата Огнєвіч, Євген Хмара, Олена Гребенюк, Галина Безрук. Режисером шоу став Олег Боднарчук та Наталія Лісенкова.
2017 — стає актором серіалу «Агенти справедливості». У цьому ж році відбулось концертне шоу «Ти Ангел», гостями якого стали: Тоня Матвієнко, Діма Коляденко, Євген Літвінковіч. Режисер шоу — Роман Набоков.
2018 — стає актором серіалу «Реальна містика». Окрім участі у серіалі Артур розпочинає концертний тур містами України та відвідує понад 21 місто.
2019 — презентація нового концертного шоу «Тільки ти».
2020 — бере участь у концертному шоу «Великий весняний концерт» від Русское радио (Україна). Стає учасником телепроєкту «Музична платформа».
2021 — член журі шоу «Співають всі», що на телеканалі Україна. Запрошений гість музичного фестивалю «Море Шансону» (Одеса).

## Сингли
| Назва                                            | Автор музики | Автор тексту        | Рік  |
| ------------------------------------------------ | ------------ | ------------------- | ---- |
| «Прощай»                                         | Р.Квінта     | В.Куровский         | 2006 |
| «Так звичайно»                                   | В.Васалаті   | В.Васалаті          | 2007 |
| «Чому»                                           | Р.Полонський | Р.Полонський        | 2008 |
| «Пробач»                                         | В.Мельник    | В.Мельник           | 2008 |
| «Амстердам»                                      | А.Бард       | А.Жила              | 2011 |
| «Гола душа»                                      | С.Бакуменко  | С.Бакуменко         | 2012 |
| "Коли ти не зі мною"                             | А.Малахов    | А.Малахов           | 2012 |
| „Тільки ти“                                      | А.Боссо      | А.Боссо             | 2013 |
| Артур Боссо і Монро „Дай мені бути з тобою“      | А.Розанов    | С.Кузнєцов          | 2013 |
| „Найулюбленіша“                                  | А.Боссо      | А.Боссо             | 2014 |
| Галина Безрук & Артур Боссо „Небо Тебе…“         | Д. Баннов    | Т. Барковская       | 2015 |
| „Ти — ангел“                                     | А.Боссо      | А.Боссо             | 2016 |
| Тоня Матвієнко&Артур Боссо „А може ти, а може я“ | А.Підлужний  | А.Підлужний         | 2017 |
| „Попелюшка“                                      | О.Рубанов    | О.Рубанов           | 2017 |
| «Восьме чудо»                                    | О.Рубанов    | О.Рубанов           | 2018 |
| «Місто»                                          | О.Рубанов    | О.Рубанов ; А.Боссо | 2018 |
| «Вона»                                           | А.Боссо      | А.Боссо             | 2018 |
| «Сніг»                                           | О.Рубанов    | О.Рубанов           | 2018 |
| «Зацілуй»                                        | О.Рубанов    | О.Рубанов           | 2018 |
| «Курортний роман»                                | А.Боссо      | А.Боссо             | 2019 |
| «Я без тебе»                                     | О.Рубанов    | О.Рубанов; А.Боссо  | 2019 |
| «Ти, тільки ти»                                  | І. Кириленко | Ф. Млинченко        | 2020 |
| «Знаю»                                           | А.Боссо      | А.Боссо             | 2020 |
| «Мені все до весни»                              | А.Боссо      | А.Боссо; В.Мацюк    | 2021 |
| «Як без тебе жити»                               | В. Будейчук  | Л.Архипенко         | 2022 |
| „Ти ангел“                                       | А.Боссо      | В.Дьомін; А.Боссо   | 2024 |

## Музичні відео
| Рік  | Назва кліпу           | Режисер               | Оператор      | Автор сценарію |
| ---- | --------------------- | --------------------- | ------------- | -------------- |
| 2012 | «Гола душа»           | U.Litvin, М.Назаренко |               |                |
| 2014 | «Когда ты не со мной» | Р. Набоков, В.Мельник |               |                |
| 2021 | «Мені до весни»       | В.Шафранська          | В.Лазарук     | Р.Діхтяр       |
| 2022 | «Як без тебе жити»    | Назар Глов'як         | Назар Глов'як |                |
| 2024 | «Ти ангел»            | Назар Глов'як         | Назар Глов'як |                |